# Aerenicella spissicornis
Aerenicella spissicornis – gatunek chrząszcza z rodziny kózkowatych i podrodziny zgrzypikowych. Jedyny przedstawiciel rodzaju Aerenicella.

## Zasięg występowania
Ameryka Południowa, występuje w płd. Brazylii (stany São Paulo, Parana i Rio Grande do Sul), Urugwaju oraz w Argentynie.